# طاقة الرابطة

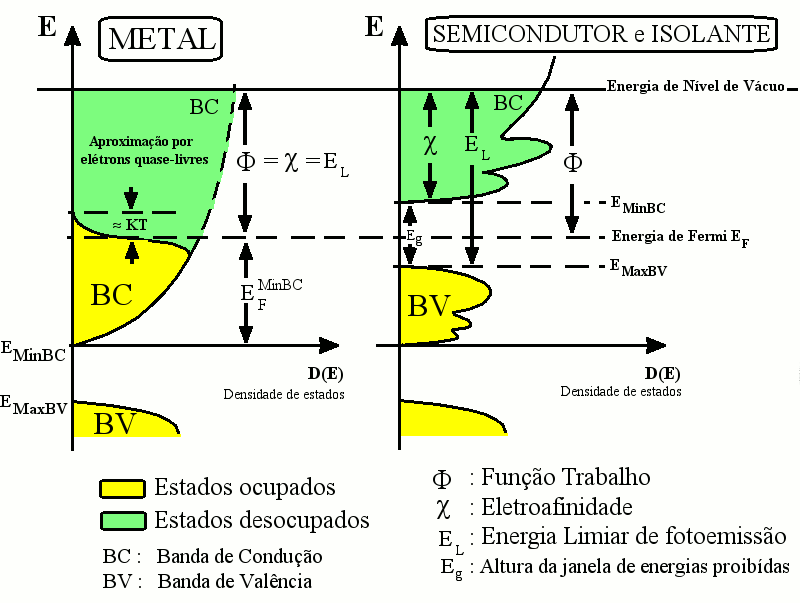

فـى الكيمياء، طاقة الرابطة (E) هي مقياس لقوة الرابطة الكيميائية. فمثلا طاقة الرابطة C-H في جزيء الميثان (E(C-H هي التغير في الإنثالبي الحادث عند تكسر جزيء واحد من الميثان إلى ذرة كربون وأربعة ذرات هيدروجين مقسوما على أر بعة. ويجب عدم الخلط بين طاقة الرابطة (E) وبين طاقة تفكك رابطة.
ومثال أخر: هو الرابطة O-H في جزيء الماء (H-O-H) لها 493.4 كيلوجول مول−1 من طاقة تفكك الرابطة، وتحتاج 424.4 كيلوجول مول−1 لكسر الرابطة O-H المتبقية. بينما طاقة الرابطة O-H في جزيء الماء 458.9 كيلوجول مول−1, وهو متوسط القيمتين، وأيضاً الرابطة الثلاثية بين الذرات هي الاقوى ثم تليها الثنائية واضعفهم الأُحادية
يمكن أن يعبر عن قيمة طاقة الرابطة باستخدام الوحدات التالية كيلو كالوري لكل مول]] أو كيلوجول لكل مول:
|                    | H         | F         | Cl        | Br       | I        | OH        | N         | NH2      |
| ------------------ | --------- | --------- | --------- | -------- | -------- | --------- | --------- | -------- |
| طاقة الرابطة H–X   | 104 (436) | 135 (570) | 103 (431) | 87 (366) | 71 (298) | 119 (498) | 110 (460) | —        |
| طاقة الرابطة CH3–X | 105 (440) | 109 (452) | 84 (352)  | 70 (293) | 56 (236) | 91 (382)  | —         | 87 (365) |